# Парамоново (Урицкий район)
Парамо́ново — село в Урицком районе Орловской области России. Входит в состав Бунинского сельского поселения.

## География
Село находится на расстоянии 22 км к северу от посёлка городского типа Нарышкино, административного центра района, и 33 км к северо-западу от города Орёл, административного центра области.

### Часовой пояс
Село Парамоново, как и вся Орловская область, находится в часовой зоне МСК (московское время). Смещение применяемого времени относительно UTC составляет +3:00.

## История
В 1963 году деревни Парамоново 1-е, Парамоново 2-е, Парамоново-Бочманово, Парамоново-Николо-Кончаловское и посёлок Александровский объединены в одно село Парамоново.

## Население
| 2002 | 2010 |
| ---- | ---- |
| 355  | ↘300 |

### Национальный состав
Согласно результатам переписи 2002 года, в национальной структуре населения русские составляли 89 % из 355 чел.